# Polypedilum simantoijeum
Polypedilum simantoijeum är en tvåvingeart som beskrevs av Sasa, Suzuki och Sakai 1998. Polypedilum simantoijeum ingår i släktet Polypedilum och familjen fjädermyggor. Inga underarter finns listade i Catalogue of Life.